# Стів Пайк
Стів Пайк (нар. 1957 року) — британський фотограф родом з Нового Орлеана, що в штаті Луїзіана. З 1981 по 1984 рік він працював у різних виданнях, зокрема в The Face та NME. З 2004 до 2010 року Пайк був штатним фотографом журналу Нью-Йоркер.

## Біографія
Пайк народився в Лестері, покинув школу в 16 років, щоб працювати у місцевій текстильній індустрії механіком на фабриці. В молодому віці почав брати активну участь у бурхливому музичному житті кінця 1970-х років, що спонукало до перших експериментів з фотоапаратом. У 1978 році Пайк переїхав до Лондона. Згодом став вокалістом у кількох групах та брав участь у створенні звукозаписного лейблу та фензинів. Під час тривалої подорожі на мотоциклі в 1976 році він зібрав колекцію знімків, зроблених фотоапаратом Instamatic, ксерокопіював й розфарбував фото та, зачарований результатами, купив камеру Rolleiflex. До 1980 року Пайк залишив рок-музику заради візуального мистецтва.
Ранні роботи Пайка продавалися в журнали та музичній пресі, де виставлялися з 1982 року. Його першим об'єктом для обкладинки став Джон Лайдон. Стів прагнув розвинути власний стиль, вступивши на курс «Film Centre Stream» у Лондонському коледжі друку у 1982 році, де доводилося працювати як над власними проєктами, так і над завданнями коледжу. Пайк створив фотороботи для фільмів Пітера Грінуея, які були використані в кадрах та плакатах Зед і два нулі, Живіт архітектора, Потопаючі в числах, Кухар, злодій, його дружина та її коханець, Близькість.
Саме під час раннього проєкту, присвяченого кінорежисерам, Пайк створив свій фірмовий портретний стиль, зупинившись на маленьких об'єктивах для великого плану, які, при встановлені на камеру, дозволяли йому робити різкі, прямі зображення на квадратному негативі 6х6. Перший портрет, зроблений таким чином, режисера Семюеля Фуллера  в 1983 році була зроблена в той же день, коли Пайк знайшов «Роллейфлекси» в единбурзькому магазині фотоапаратів.
Пайк розробив, самостійно профінансував і потім опублікував ряд особистих проєктів, включаючи ті, що стосувалися провідних світових мислителів (у книзі «Філософи») та про молодіжну ідентичність (у книгах «Уніформа» та «Бездомні» "). Наприкінці дев'яностих років він завершив серію «Астронавти», сфотографувавши людей, які ходили по Місяцю, а також пов'язані з ними натюрморти, зроблені під час місій «Аполлон». Пайк збирав колекцію «Обличчя нашого часу» протягом приблизно тридцяти років, фіксуючи тих, хто зробив внесок в історію епохи. Створив серії про ветеранів Першої світової війни та «Переживають Голокост», а також дослідження про провідних кінорежисерів світу. Створив натюрморти, зокрема серію "Soles" і колекцію "Post Partum Post Mortem". Крім того, у його творчості є пейзажні роботи, експерименти з колажем та численними зображеннями, а також гуманістична вулична фотографія.
Пайк працював для багатьох журналів та опублікував вісім книг, присвячених різним аспектам його творчості. Роботи Стіва набули великої популярності у Великій Британії, Європі, Японії, Мексиці та США та перебувають у багатьох постійних колекціях, включаючи Національну портретну галерею, Імперський військовий музей, Музей Вікторії та Альберта у Лондоні та Публічну бібліотеку Нью-Йорка.
Пайк був удостоєний звання MBE у новорічному списку почесних гостей 2004 року за заслуги у галузі мистецтва. 2006 року він став почесним членом Королівського фотографічного товариства. У 2004 став штатним фотографом The New Yorker і живе в Новому Орлеані.
У червні 2014 року Пайк одружився з фотографом Нікою Качоровською в соборі Святого Павла в Лондоні. Вони живуть і працюють у Новому Орлеані, штат Луїзіана.